# Chastity
Chastity — The Motion Picture Music Soundtrack — первый саундтрек-альбом американской певицы и актрисы Шер, выпущенный 20 июня 1969 года на лейбле ATCO в рамках промокампании одноименного фильма, диск, как и фильм, был коммерческим провалом.

## Об альбоме
Альбом был выпущен летом 1969 года, в один день с новым студийным альбомом Шер 3614 Jackson Highway, продюсером преимущественно инструментального саундтрека выступил Сонни Боно. На диске представлена лишь одна песня с вокалом Шер — «Chastity’s Song (Band of Thieves)», написанная и записанная Элиз Вайнберг. Эта песня была также выпущена как сингл с би-сайдом «I Walk on Guilded Splinters».

## Список композиций
| №  | Название                            | Автор(ы)      | Длительность |
| -- | ----------------------------------- | ------------- | ------------ |
| 1. | «Chastity’s Song (Band of Thieves)» | Элиз Вайнберг | 3:02         |
| 2. | «Chastity Overture»                 | Сонни Боно    | 2:39         |
| 3. | «Motel 1»                           | Боно          | 2:00         |
| 4. | «Chastity Walk»                     | Боно          | 1:47         |
| 5. | «Flowers (Love of a Family)»        | Боно          | 2:20         |
| 6. | «Chastity Love Theme»               | Боно          | 2:00         |

| №  | Название                   | Автор(ы) | Длительность |
| -- | -------------------------- | -------- | ------------ |
| 1. | «Chastity Titles»          | Боно     | 3:39         |
| 2. | «Motel 2»                  | Боно     | 2:38         |
| 3. | «Chastity Carousel»        | Боно     | 2:32         |
| 4. | «Mexico»                   | Боно     | 1:20         |
| 5. | «Chastity (Closing Theme)» | Боно     | 3:45         |

## Над альбомом работали
- Шер — вокал
- Сонни Боно — музыкальный продюсер
- Стэн Росс — звукорежиссёр
- Дон Пик — аранжировщик
- Грег Поре — аранжировщик
- Алессио де Паола — фотограф